# مؤسسه مطالعات معماری ارمنی
مؤسسهٔ مطالعات معماری ارمنی (به انگلیسی: Research on Armenian Architecture) در سال ۱۹۷۲ م. در شهر آخن، آلمان از طرف دکتر پروفسور آرمن حق نظریان به عنوان سازمان مردم‌نهاد تأسیس شد.
شعبهٔ این سازمان در ایالات متحده آمریکا در سال ۱۹۹۶ م. در کالیفرنیا و در سال ۱۹۹۸ م. در جمهوری ارمنستان تأسیس و به عنوان سازمان اجتماعی به ثبت رسید (و از سال ۲۰۱۰ م. به عنوان بنیاد)

## تحقیقات
مؤسسهٔ مطالعات معماری ارمنی به ثبت و بررسی بناهای تاریخی ارمنی در ارمنستان تاریخی می‌پردازد. در نتیجهٔ این تحقیقات تا سال ۲۰۱۴ میلادی در حدود ٦٥۰٬۰۰۰ نسخهٔ دیجیتالی از تصاویر، میکروفیلم‌ها، طرح‌ها، و بقیهٔ اسناد را در آرشیو خود گنجانده است.
مؤسسه همچنین در نواحی ارمنستان امروزی و جمهوری قره‌باغ در زمینهٔ نگهداری، بازسازی و مرمت میراث فرهنگی فعالیت می‌کند. مؤسسهٔ مطالعات معماری ارمنی شعبهٔ ارمنستان با مدیریت ساموئل کاراپتیان به تحقیق و بررسی این آثار که  نتیجهٔ آن ثبت و انتشار کتاب‌ها، کتابچه‌ها و همچنین تولید فیلم‌های مستند در این زمینه است می‌پردازد.